# Ušće Tower

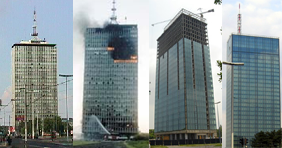
Rekonstrukcja budynku

Ušće Tower (serb. зграда Ушће, zgrada Ušće) – jeden z najwyższych budynków w Belgradzie. Do czasu zbudowania Avaz Twist Tower w Sarajewie był najwyższym budynkiem na Bałkanach. Od 1965 był siedzibą Komitetu Centralnego Związku Komunistów Jugosławii. Od tego czasu nazywany pałacem organizacji społeczno-politycznych (“Палата друштвено-политичких организација“) Jugosławii i Serbii, popularnie wieżowcem KC („Зграда ЦК“). W tym okresie był iluminowany napisem "TITO". Około 1978 budynek miał być obiektem ataku serbskiego imigranta Nikoli Kavaji, który chciał samolotem Boeing 747 uderzyć w budynek Komitetu Centralnego ZKJ. Samolot został porwany, ale plan nie został zrealizowany. Kavaja został skazany w USA na karę 60 lat, z których spędził w więzieniu 23 lata. Budynek został poważnie uszkodzony w kwietniu 1999 przez dwukrotne bombardowanie NATO, ale nie został zburzony. 